# Konkretna glazba
Konkretna glazba (francuski: musique concrète) vrsta je elektroakustičke glazbe koju je 1948. godine utemeljio francuski skladatelj, teoretičar i pedagog Pierre Schaeffer pri Grupi za glazbena istraživanja (francuski: Groupe de Recherches Musicales, skraćeno: GRM) na Radiodiffusion-Télévision Française u Parizu. Osnovno je načelo konkretne glazbe u naravi same građe i njezine elaboracije: to su konkretni zvukovi i šumovi (pjev ptica, šum, žubor vode, prometna buka, zvižduk lokomotive i sl.) koji se snimaju na neki nosač zvuka i potom obrađuju određenim električnim i elektroakustičkim postupcima. Sam je Schaeffer u svojim teorijskim radovima temeljito obrazložio načela konkretne glazbe. Ostali najvažniji skladatelji konkretne glazbe su Pierre Henry, Olivier Messiaen i Pierre Boulez.